# То Зе
То Зе (порт. Tó Zé, нар. 14 січня 1993) — португальський футболіст, півзахисник саудівського клубу «Аль-Ріяд» та молодіжної збірної Португалії.
Виступав також за клуби «Порту», «Віторія» (Гімарайнш) та «Аль-Наср» (Дубай).

## Клубна кар'єра
Народився 14 січня 1993 року.
У дорослому футболі дебютував 2012 року виступами за команду «Порту Б», у якій провів два сезони, взявши участь у 75 матчах чемпіонату. 
Своєю грою за цю команду привернув увагу представників тренерського штабу клубу «Порту», до складу якого приєднався 2013 року. Відіграв за клуб з Порту наступний сезон своєї ігрової кар'єри.
Протягом 2014—2015 років захищав кольори клубу «Ештуріл-Прая».
У 2015 році уклав контракт з клубом «Віторія» (Гімарайнш), у складі якого провів наступні два роки своєї кар'єри гравця. 
Згодом з 2017 по 2019 рік грав у складі команд «Морейренсе» та «Віторія» (Гімарайнш).
З 2019 року чотири сезони захищав кольори клубу «Аль-Наср» (Дубай). Більшість часу, проведеного у складі «Аль-Насра», був основним гравцем команди.
Протягом 2023—2024 років захищав кольори клубу «Аль-Хазм».
До складу клубу «Ер-Ріяд» приєднався 2024 року. Станом на 23 лютого 2025 року відіграв за саудівську команду 21 матч в національному чемпіонаті.

## Виступи за збірні
У 2009 році дебютував у складі юнацької збірної Португалії (U-16), загалом на юнацькому рівні взяв участь у 50 іграх, відзначившись 8 забитими голами.
Протягом 2013–2015 років залучався до складу молодіжної збірної Португалії. На молодіжному рівні зіграв у 12 офіційних матчах.